# Goh Uteuen Buja
Goh Uteuen Buja är en kulle i Indonesien.   Den ligger i provinsen Aceh, i den västra delen av landet, 1 800 km nordväst om huvudstaden Jakarta. Toppen på Goh Uteuen Buja är 19 meter över havet.
Terrängen runt Goh Uteuen Buja är kuperad åt sydväst, men norrut är den platt. Havet är nära Goh Uteuen Buja åt nordost. Runt Goh Uteuen Buja är det ganska glesbefolkat, med 22 invånare per kvadratkilometer. Närmaste större samhälle är Banda Aceh, 17,7 km sydväst om Goh Uteuen Buja. Omgivningarna runt Goh Uteuen Buja är en mosaik av jordbruksmark och naturlig växtlighet.